# ラーラ・サルマ
ラーラ・サルマ王妃（Princess Lalla Salma、1978年5月10日 - ）は、モロッコの現国王ムハンマド6世の王妃。
旧名はサルマ・ベナニ（Salma Bennani）。

## 来歴
父親アブデル・ハミド・ベナニは大学教授、母親はナイマ。
モロッコ北東部のフェズ出身で、国立の情報処理学校を卒業後、コンピューター・エンジニアとして働いていた。21歳のときに当時皇太子であったムハンマド6世とパーティーで知り合い、2002年3月21日に国王と結婚。モロッコ史上初めて公に紹介された王妃となった。
2003年5月8日、長男ムーレイ・ハサン王太子が、2007年2月28日には長女ラーラ・ハディージャ王女が誕生した。